# ريجينالد ميلز
ريجينالد «ريجي» ميلز (بالإنجليزية: Reginald Mills)‏ (15 سبتمبر 1912 - يوليو 1990)، هو خبير مونتاج أفلام إنجليزي ومخرج أفلام لمرة واحدة مع أكثر من ثلاثين فيلمًا روائيًا. من بين أفلامه البارزة روميو وجولييت (فيلم 1968).

## روابط خارجية
- "Powell & Pressburger Images – Reginald Mills". powell-pressburger.org. مؤرشف من الأصل في 2016-03-04. Two photos of Mills from the late 1940s; posted at a website devoted to Powell, Pressburger, and The Archers.